# Élections Canada
Le Bureau du directeur général des élections, communément appelé Élections Canada (anglais : Elections Canada), est l'institution chargée d'administrer le système électoral fédéral du Canada.

## Mandat
Élections Canada est chargé de :
- mener les élections générales ou partielles ou les référendums fédéraux ;
- administrer le régime de financement politique ;
- surveiller l'observation de la loi électorale ;
- informer le public sur l'inscription des électeurs, le vote et la façon de devenir candidat ;
- mener des programmes éducatifs sur les élections à destination des étudiants ;
- soutenir les commissions chargées de réviser les limites des circonscriptions électorales ;
- mener des études sur les méthodes de vote et proposer des expérimentations ;
- mener des collaborations avec d'autres pays en matière électorale.

## Nomination et rôle du directeur général
Le poste de directeur général des élections (Chief Electoral Officer) a été créé en 1920 par l'Acte des élections fédérales afin de mettre fin à la partisanerie politique dans l'administration des élections fédérales. Il est nommé par une résolution de la Chambre des communes pour un mandat de dix ans non renouvelable. Il ne peut être révoqué que par une résolution conjointe de la Chambre et du Sénat.
En cas d'empêchement ou de vacance de la fonction, en suppléant peut être nommé par le juge en chef du Canada jusqu'à ce que la Chambre des communes nomme un remplaçant.
La Loi électorale du Canada donne au directeur général des élections les missions suivantes :
- diriger et surveiller les opérations électorales ;
- veiller à ce que les fonctionnaires électoraux agissent avec équité et impartialité et respectent la loi électorale et leur donner les instructions nécessaires ;
- exercer les pouvoirs et fonctions nécessaires à l’application de la loi électorale ;
- émettre à destination des partis politiques et des candidats des lignes directrices, notes d'interprétation ou avis sur la loi électorale ;
- adopter, en période électorale, des mesures d'urgence ;
- diffuser des messages publicitaires à destination du public sur les élections et les procédures pour voter ou se porter candidat.

Le directeur général des élections ne peut pas voter aux élections et référendums fédéraux.

## Arbitre en matière de radiodiffusion
Le directeur général des élections nomme l'arbitre en matière de radiodiffusion. Celui-ci est chargé de répartir le temps d'antenne gratuit ou payant que les diffuseurs libèrent à destination des partis politiques. Il est également chargé de régler les litiges relatifs à l'achat de publicités électorales.